# Wzór jawny
Wzór jawny – wzór matematyczny na wartość wyrazów ciągu lub wartości funkcji zależny bezpośrednio od numeru wyrazu ciągu, lub argumentów funkcji.
Kryteriów wzoru jawnego nie spełniają np. definicje rekurencyjne ciągów lub definicje funkcji poprzez równanie funkcyjne.